# Алімпешть
Алімпешть, Алімпешті (рум. Alimpești) — село у повіті Горж в Румунії. Входить до складу комуни Алімпешть.
Село розташоване на відстані 195 км на північний захід від Бухареста, 42 км на схід від Тиргу-Жіу, 86 км на північ від Крайови.

## Населення
За даними перепису населення 2002 року у селі проживали 667 осіб, усі — румуни. Усі жителі села рідною мовою назвали румунську.